# Crambe (North Yorkshire)
Crambe is een civil parish in het bestuurlijke gebied Ryedale, in het Engelse graafschap North Yorkshire. In 2001 telde het dorp 72 inwoners. In het Domesday Book van 1086 staat het dorpje vermeld als Crambone. De parochie strekte zich indertijd uit over twee heerlijkheden.